# Puta's Fever
Albums de Mano Negra
Patchanka
(1988) Live in Holland 1990
(1990)
Puta's Fever est le deuxième album de Mano Negra, sorti en 1989. Les paroles sont écrites en quatre langues différentes (français, anglais, espagnol, arabe).

## Réception
Selon l'édition française du magazine Rolling Stone, cet album est le 8e meilleur album de rock français. Il est également inclus dans l'ouvrage Philippe Manœuvre présente : Rock français, de Johnny à BB Brunes, 123 albums essentiels.

## Liste des chansons
Tous les morceaux sont écrits par Manu Chao sauf mention contraire
| No  | Titre               | Auteur                   | Durée |
| --- | ------------------- | ------------------------ | ----- |
| 1.  | Mano Negra          |                          | 0:57  |
| 2.  | Rock'N' Roll Band   |                          | 2:33  |
| 3.  | King Kong Five      | Manu Chao, Mano Negra    | 1:56  |
| 4.  | Soledad             |                          | 2:34  |
| 5.  | Sidi 'h' Bibi       | Trad. arr. Mano Negra    | 2:36  |
| 6.  | The Rebel Spell     | Trad. arr. Mano Negra    | 2:01  |
| 7.  | Peligro             |                          | 2:52  |
| 8.  | Pas assez de toi    |                          | 2:19  |
| 9.  | Magic Dice          |                          | 1:23  |
| 10. | Mad House           | Manu Chao, Joe Dahan     | 2:40  |
| 11. | Guayaquil City      | Manu Chao, Thomas Darnal | 3:01  |
| 12. | Voodoo              |                          | 3:00  |
| 13. | Patchanka           |                          | 3:05  |
| 14. | La rançon du succès |                          | 1:57  |
| 15. | The Devil's Call    |                          | 1:42  |
| 16. | Roger Cageot        | Manu Chao, Daniel Jamet  | 2:27  |
| 17. | El Sur              |                          | 1:00  |
| 18. | Patchuko Hop        | Joe King Carrasco        | 2:28  |

L'album est sorti au Canada et aux États-Unis avec une liste de pistes légèrement différente. Les titres Soledad et Roger Cageot sont remplacés par Mala Vida et Indios de Barcelona.
| No  | Titre               | Auteur                | Durée |
| --- | ------------------- | --------------------- | ----- |
| 1.  | Mano Negra          |                       | 0:57  |
| 2.  | Rock'N' Roll Band   |                       | 2:33  |
| 3.  | King Kong Five      | Manu Chao, Mano Negra | 1:56  |
| 4.  | Mala Vida           |                       | 2:53  |
| 5.  | Indios de Barcelona |                       | 2:38  |
| 6.  | Sidi 'h' Bibi       |                       | 2:36  |
| 7.  | The Rebel Spell     |                       | 2:01  |
| 8.  | Peligro             |                       | 2:54  |
| 9.  | Pas assez de toi    |                       | 2:20  |
| 10. | Magic Dice          |                       | 1:24  |
| 11. | Mad House           |                       | 2:43  |
| 12. | Guayaquil City      |                       | 3:02  |
| 13. | Voodoo              |                       | 3:00  |
| 14. | Patchanka           |                       | 3:07  |
| 15. | La rançon du succès |                       | 1:57  |
| 16. | The Devil's Call    |                       | 1:42  |
| 17. | El Sur              |                       | 1:00  |
| 18. | Patchuko Hop        |                       | 2:28  |

## Musiciens
- Oscar Tramor (Manu Chao) : Chant - Guitare
- Tonio Del Borño (Antoine Chao) : Trompette - Chant
- « El Águila » (Santiago Casariego) : Batterie - Chant
- Garbancito (Philippe Teboul) : Percussions - Chant
- Roger Cageot (Daniel Jamet) : Guitare - Chant
- Jo (Joseph Dahan) : Basse - Chant
- Helmut Krumar (Thomas Darnal) : Clavier - Chant
- Krøpöl 1er (Pierre Gauthé) : Trombone - Chant

## Invités
- Mme Oscar (Anouk) : Chant
- Napo « Chihuahua » Romero : Chant
- Alain « L'Enclume de Choisy » Wampas : Contrebasse - Chant
- Zofia : Chant